# 短叶江西小檗
短叶江西小檗（学名：Berberis jiangxiensis var. pulchella）为小檗科小檗属下的一个变种。

## 扩展阅读
- 維基物種上的相關：短叶江西小檗